# Armand Charles
Armand Charles, né le 19 avril 1983 à Cayenne en Guyane, est un joueur de basket-ball professionnel français.

## Clubs
- 2002-2007 :  Nantes (Pro B)
- 2007-2010 :  Brest (Pro B)
- 2010-2012 :  Nantes (Pro B)
- 2012-2014 :  Le Portel  (Pro B)
- 2014-2015 :  Boulazac Basket Dordogne (Pro B)
- 2015-2017 :  Saint-Quentin Basket-Ball (Pro B)
- 2018-2019 :  Basket Club Montbrison